# 三宅义信
三宅义信（日语：／ Miyake Yoshinobu，1939年11月24日—），日本男子举重运动员。他曾代表日本参加1960年、1964年、1968年和1972年夏季奥林匹克运动会举重比赛，获得二枚金牌和一枚银牌。

## 家庭
弟弟三宅义行，侄女三宅宏实。